# Hoort
Hoort est une municipalité allemande du land de Mecklembourg-Poméranie-Occidentale et l'arrondissement de Ludwigslust-Parchim.

## Personnalités liées à la ville
- Hannelore Mensch (1937-), ministre née à Neu Zachun.